# جائزة أغنس فاي مورجان للأبحاث
جائزة 'اجنس فاي مورجان' هي جائزة أصدرت في عام 1951 من قبل 'لوتا سيجما باي' وهي الجمعية الشرفية للمرأة في مجال الكيمياء. تمنح الجائزة للرائدات في مجال الكيمياء والكيمياء العضوية، ولكن يشترط ألا تتجاوز أعمارهن عن 40 عاماً. يمكن للأقسام الفردية، الكيميائيين وأعضاء اللجنة المتأهلين ترشيح المستحقين للحصول على الجائزة.
سميت الجائزة باسم اجنس فاي مورجان ( 1884-1968 ) وهي عالمة في الكيمياء الحيوية واخصائية تغذية. ولدت في بيوريا، إلينوي بالولايات المتحدة الأمريكية. وقد درست في جامعة شيكاغو وحصلت على درجة البكالوريوس ثم الماجستير ومن ثم الدكتوراة . كما قامت بالتدريس في جامعة كاليفورنيا، بيركلي من عام 1915 حتى عام 1954، حيث ساعدت في تأسيس قسم الاقتصاد المنزلي الذي أصبح بارزا على المستوى القومي. وأسست مورجان علم التغذية، نتيجة إلى ابحاثها المكرسة على تحليل العناصر الغذائية في الأطعمة، وأيضاً اهتمامها بوجود الفيتامينات والبروتينات بشكل منتظم أثناء معالجة الطعام، ولم تنسى أيضاً الآثار الفسيولوجية لنقص الفيتامينات بالجسد. ولا يمكن إنكار دورها في اكتشاف حمض البانتوثنيك وأهميته في تأدية وظيفة الغدة الكظرية والتصبغ. ساعد عملها لصالح الحكومة والوكالات الخاصة في إيجاد طرق متطورة لتجفيف الأطعمة.